# Mōri (Klan)

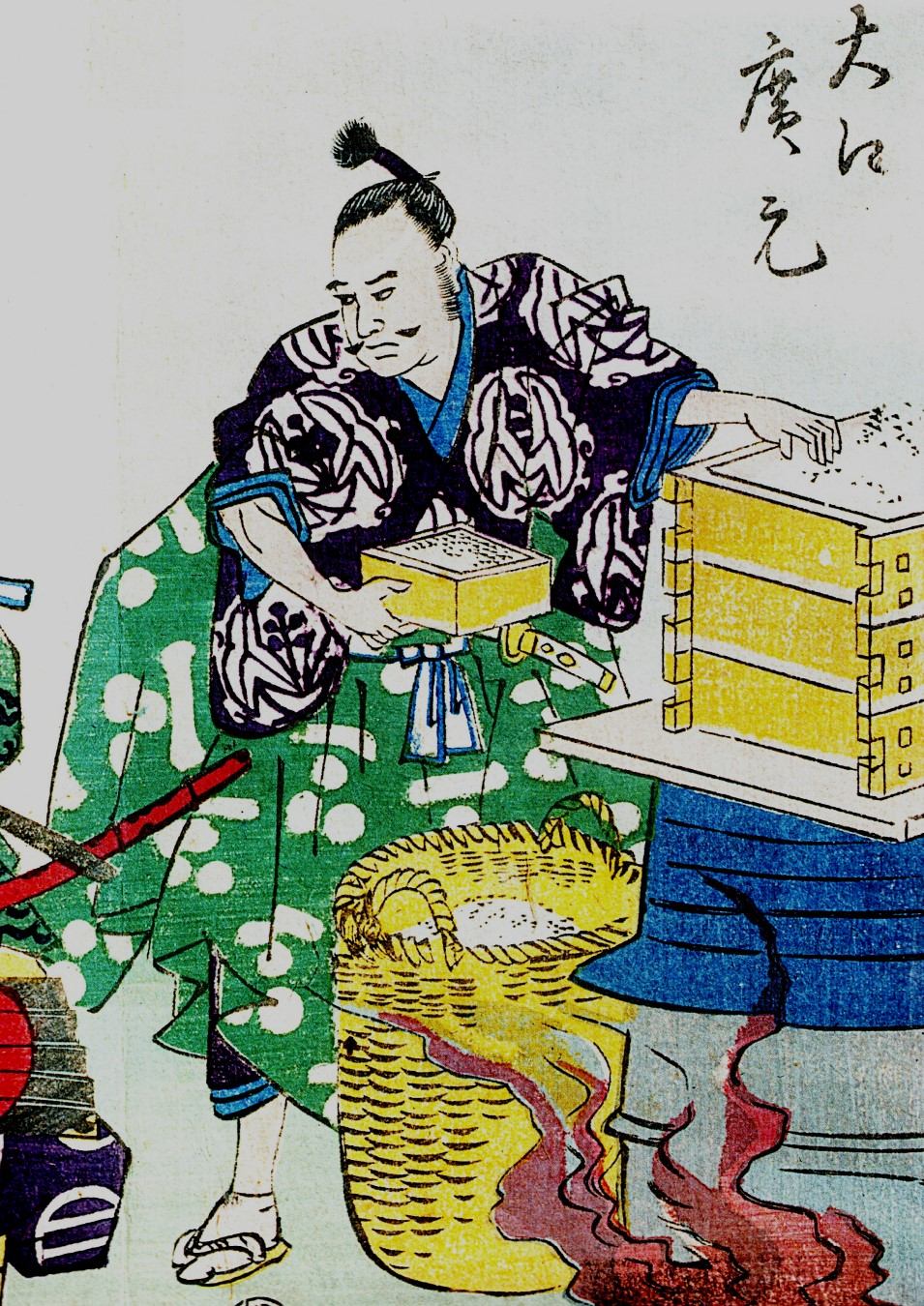
Mōri auf einem alten Holzschnitt (Ausschnitt)

Wappen der Mōri:
„Nagato drei Sterne“
(長門三つ星, Nagato mitsuboshi) bzw. „gerade Linie mit drei Sternen“ (一文字に三つ星, Ichimonji ni mitsuboshi)

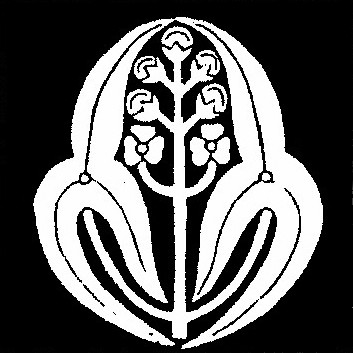
Weiteres Wappen der Mōri: „Chōshū-Pfeilkraut“ (長州沢瀉, Chōshū omodaka)

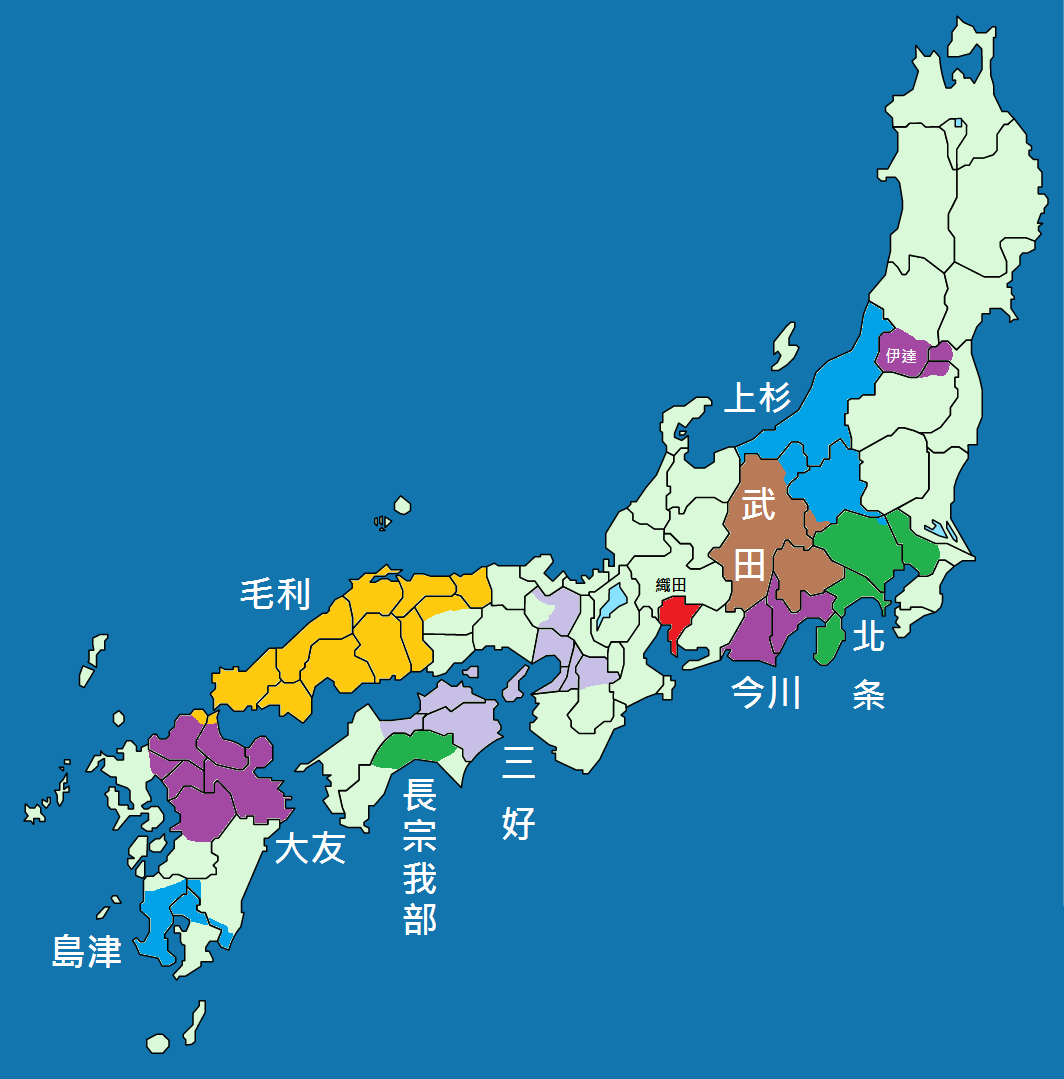
Wichtige daimyō der Sengoku-Zeit um 1566, als sich der Machtbereich der Mōri (gelb) unter Motonari seiner größten Ausdehnung näherte.

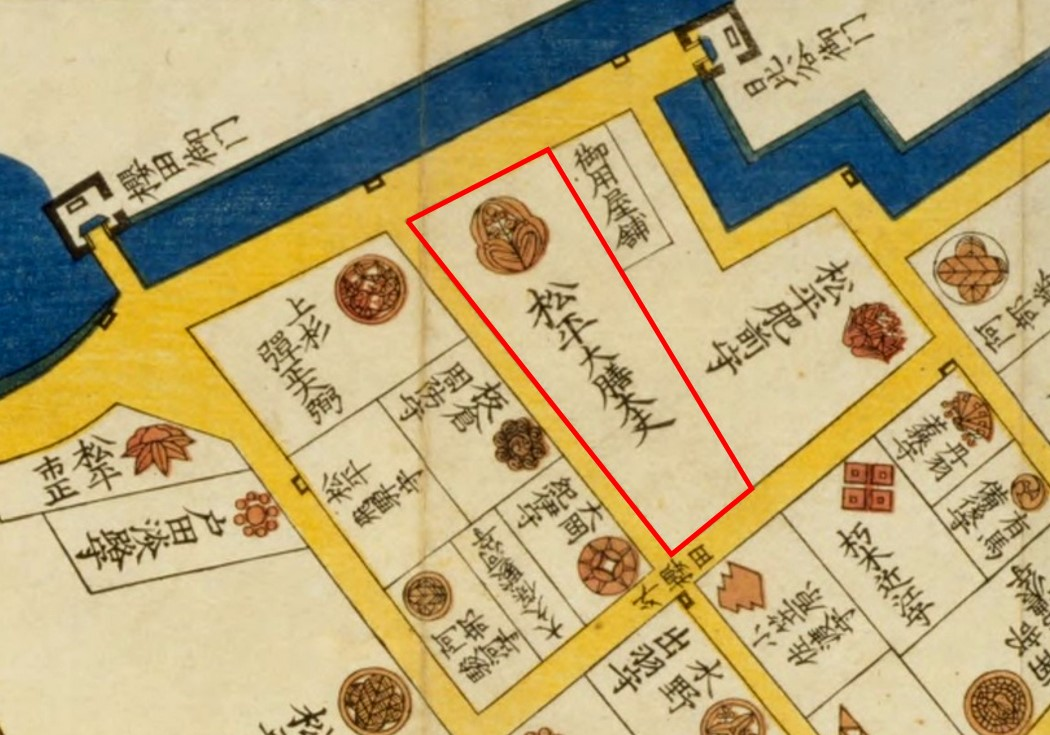
Residenz der Hauptlinie nahe dem Shogun-Palast in Edo

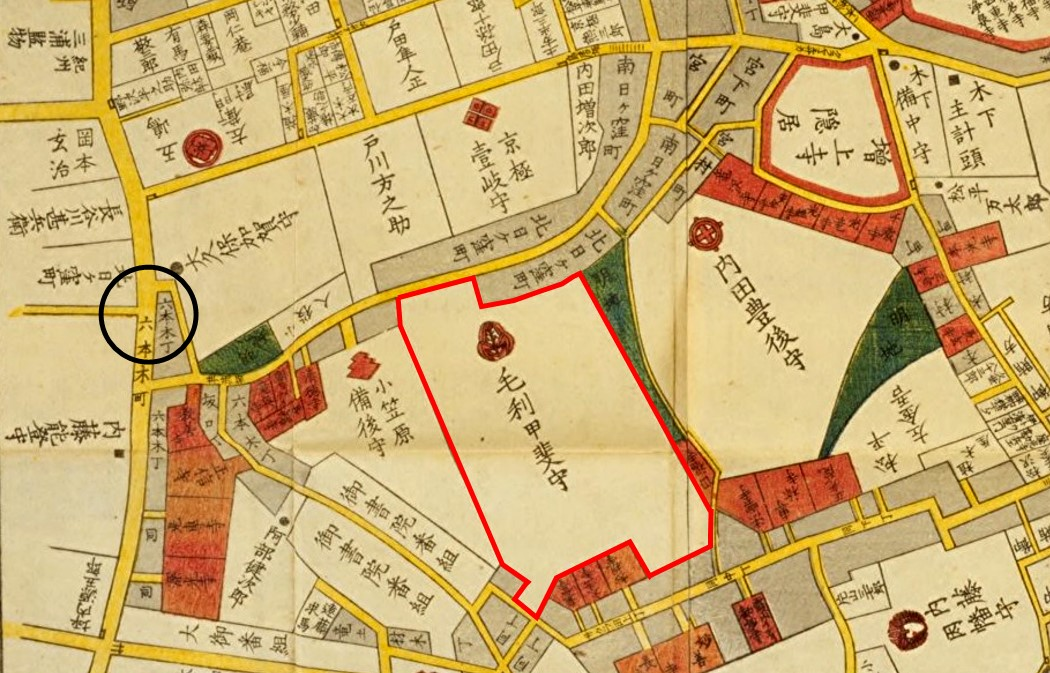
Eine weitere Mōri-Residenz in Edo (Im Kreis: Roppongi-Kreuzung)

Die Mōri (japanisch 毛利氏, Mōri-shi) waren eine Familie des japanischen Schwertadels (Buke), die aus der Provinz Aki stammte und sich von Ōe no Hiromoto (1148–1225) ableitete. Mit einem Einkommen von 369.000 Koku gehörten die in Hagi residierenden Mōri zu den großen Tozama-Daimyō der Edo-Zeit. Ihr Name wurde von dem Lehen (Shōen) Mōri im Bezirk Aikō in der Provinz Sagami zurückgeführt. Die Generation von Hiromoto begann sich daher selbst aufgrund ihrer Herkunft als Mōri zu bezeichnen.

## Geschichte

### Heian-Zeit
Nach dem Jōkyū-Krieg wurden die Mōri zum Verwalter (Jitō) eines Lehens in der Provinz Aki ernannt.

### Kamakura-Zeit
In der Kamakura-Zeit waren die Mōri wegen des Ruhmes ihres Ahnen Hirotomo eine prominente Familie unter den Gokenin (Dienstleute des Shōgun, die in der Hierarchie unter den Hatamoto, aber über dem einfachen Samurai standen). Am Ende des Kamakura-Shogunates hatten sich die Mōri vom Shogunat entfernt und zeigten eine Annäherung an Ashikaga Takauji.
- Suemitsu (季光; 1202–1247). Sohn des Hiromoto, der erste, der den Namen Mōri annahm.
  - Tokichika (時親)

### Genealogie ab der Sengoku-Zeit
Nach: Edmond Papinot: Historical and Geographical Dictionary of Japan. Nachdruck der Originalausgabe von 1910 durch Tuttle, 1972. ISBN 0-8048-0996-8. S. xxx.
Motonari (元就; 1497–1571) gelang es, in der Sengoku-Zeit seine Macht auf die ganze Provinz Aki und dann auf die Nachbarprovinzen auszudehnen. Mōri wurde so vom lokalen Gokenin zum Daimyō.
- Takamoto (隆元; 1523–1563)
  - Terumoto (輝元; 1553–1625). Da Takamoto vor Motonari verstorben war, folgte Terumoto auf seinen Großvater. In den Bürgerkriegsjahren focht er auf Toyotomi Hideyoshis Seite und baute 1591 seine Residenz in Hiroshima, hatte ein beachtliches Einkommen von 1.200.000 Koku. Nach einer Auseinandersetzung mit Toyotomi Hideyoshi, einem General von Oda Nobunaga schlossen beide Seiten Frieden und Mōri blieb Daimyō von fünf Provinzen in der Region Chūgoku. Er wurde einer der Fünf, die die Vormundschaft über Hideyoshis Sohn übernahmen, führte 1600, zumindest nominell, die West-Armee in der Schlacht von Sekigahara. Nach der Niederlage verlor er acht seiner Provinzen bis auf Nagato und Suō.
    - Hidenari (秀就; 1595–1651) (1)
      - Narihiro (斎広; 1814–1836), Nachkomme Hidenaris, trat auch als Gelehrter hervor und schrieb mehrere Bücher.
        - Motonori (元徳; 1839–1896), Sohn von Mōri Hiroshige aus der Nebenlinie mit Sitz in Tokuyama, wurde 1851 von Yoshichika, Bruder und Nachfolger von Narihiro, adoptiert. Er war einer der führenden Persönlichkeiten, die den Sturz des Shogunats bewirkten. Nach 1868 Herzog.
- Motoharu (元春; 1530–1586) → Kikkawa (吉川氏) in Iwakuni, Provinz Suō
- Takakage (隆景; 1532–1596) → Kobayakawa (小早川氏)
- Motoaki (元秋; 1552–1585)
- Motoyasu (元康; 1560–1601). Er folgte seinem Bruder, der kinderlos gestorben war. Mit ihm endet die Linie.
- Motokiyo (元清; 1551–1597)
  - Hidemoto (秀元; 1579–1650)
    - Mitsuhiro (光広; 1616–1653)
      - Tsunamoto (綱元; 1651–1709)
        - Yoshimoto (吉元; 1677–1731) (2)

    - Mototomo (元知; 1631–1683) (3)
- Motomasa (元政; 1559–1609)
- Hidekane (秀包; 1566–1601)
  - Motonobu
    - Motofusa (4)

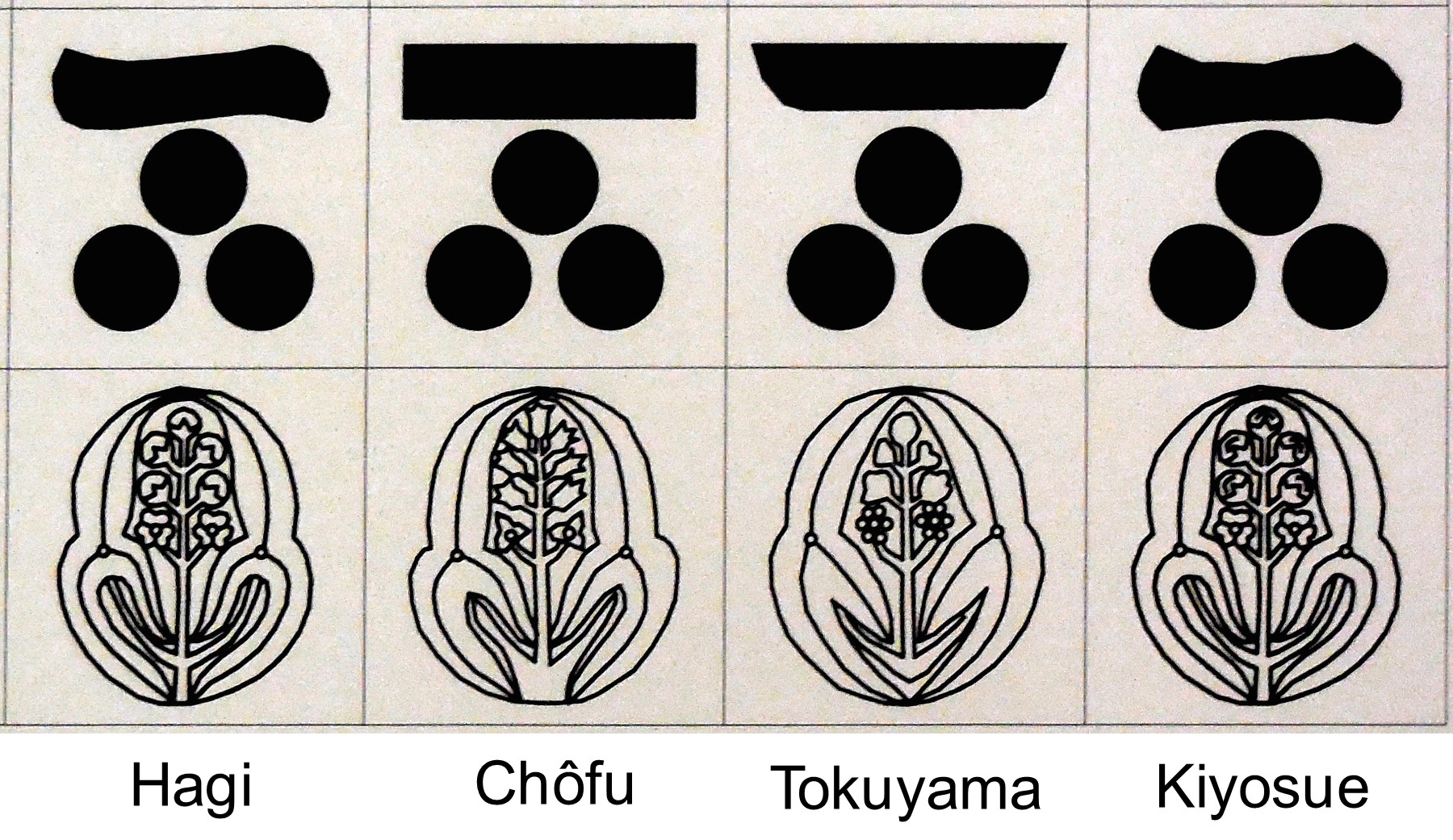
Die Wappen der vier Zweige

Nebenresidenz Katsuyama-goten (勝山御殿)

Nebenresidenz Yamaguchi-jō (山口城)

### Edo-Zeit
Vom Tokugawa-Shogunat wurden sie als Tozama-Daimyō geführt.

### Meiji-Zeit
Nach der Meiji-Restauration, woran die Mōri maßgeblich beteiligt waren, wurde das System der Han und Daimyō abgeschafft. Das Oberhaupt der Mōri wurde nun als Kōshaku (公爵, Fürst) tituliert.

## Wichtige Persönlichkeiten
- Minamoto no Yoritaka
- Mōri Motonari
- Mōri Yoshinari